# فرانسوا دو سال
فرانسوا دو سال (به فرانسوی: François de Sales) اسقف قرن شانزدهم میلادی اهل فرانسه است. او بخاطر ایمان عمیقش و نگاه مهربان خود به اختلافات مذهبی ناشی از اصلاحات پروتستان‌ها در وطنش مشهور شد. او همچنین برای نوشتن در مورد موضوع جهت‌گیری معنوی و تشکیلات معنوی، به ویژه در کتاب‌های «مقدمه زندگی مؤمن» و «رساله‌ای در عشق به خدا» شناخته شده‌است.

## زندگی

### سالهای اولیه
فرانسیس دو سالدر ۲۱ اوت ۱۵۶۷ در قصر دو سال در خانواده نجیب‌زاده فرانسوی در دوک‌نشین ساوی، جایی که امروزه تورنس گیلر (THORENS-Glières) خوانده می‌شود به دنیا آمد. پدر او فرانسوا دو سال، لرد بواسی (Boisy)، سال (Sales) و نول (Novel) بود. مادر او فرانسوا دو سوناز (Sionnaz)، تنها فرزند یک قاضی برجسته و نجیب‌زاده بود. پدرش قصد داشت او یعنی اولین پسر از شش پسرش را برای آموزش در بهترین مدارس برای آماده‌سازی جهت قضاوت بگذارد. به همین دلیل او از آموزش‌های ممتاز در شهرهای نزدیک لا روشه سور فورون و انسی بهره برد.

### تعلیمات و تغییر عقیده
در سال ۱۵۸۳، او به کالج کلرمون (بعداً به نام دبیرستان فرانسوی لویی لو گراند تغییر نام داد) در پاریس رفت، سپس به یک نهاد یسوعی رفت تا سخنوری و علوم انسانی بیاموزد. در سال ۱۵۸۴ فرانسیس د سال یک بحث در مورد جبرگرایی و به جهنم رفتن با لعنت خدا را آغاز کرد. یک اعتراض درونی در او در اثر ایجاد ناامیدی حاصل از این موضوعات در او پدید آمد. این اعتقاد تا دسامبر ۱۵۸۶ به طول انجامید. این حالت روانی او موجب بیماری او شد و حتی باعث بستری شدن او گردید. ماه بعد در ژانویه سال ۱۵۸۷، با دشواری زیادی، از کلیسای سنت اتین د گره پاریس دیدار کرد، جایی که از مقدسات دینش خواست او را شفا دهند. او در آنجا به مقام " ترتیاری آف مینیم اوردر " (این فقط نحوه تلفظ این مقام است لطفاً اگر می‌توانید آن را ترجمه کنید) رسید.
سال در نهایت نتیجه گرفت که خدا در کل برای او خوب است، چرا که به گواهی کتاب مقدس " خدا عشق است ". این از خود گذشته وفادار به خدای عشق نه تنها از شک و تردید اخراج شد بلکه بقیه عمر خود و آموزش‌هایش تحت تأثیر قرار گرفت. راه آموزش معنویت کاتولیک او اغلب از راه عشق الهی یا زندگی مؤمن گرفته شده از کتاب او به نام " شناخت زندگی مومن " آمده‌است.
در سال ۱۵۸۸ سال تحصیل خود را در کالج کلرمون به پایان رساند و وارد دانشگاه پادوا در ایتالیا شد، جایی که او به تحصیل حفوف و الهیات پرداخت. او آنتونیو پوسوینو (Possevino) یک کشیش یسوعی را به عنوان سر مشق معنوی خود انتخاب کرد. آنجا او زهن خود را برای تبدیل شدن به یک کشیش آماده کرد. هوشمندانه و خوش رایانه، او تجربه‌های مختلفی کسب کرد که قلب او را برای خدمت به خدا و نه برای پول یا دنیا آماده کرد. در یک حادثه وقتی او سوار اسب بود شمشیرش به زمین افتاد و با شمشیر دیگری شکل یک صلیب مانند صلیب مسیح را ساخت. او این نشانه و نشانه‌های دیگر را به عنوان یک دعوت از عیسی مسیح به زندگی فداکارانه و عشق به کلیسا تفسیر کرد.

### بازگشت به ساووی
در سال ۱۵۹۲، سال دکترای خود را در حقوق و الهیات دریافت کرد. او سفر زیارتی بلند مدتی به لورتو در ایتالیا معروف برای کلیسای آن، دلا سانتا کاسا (حرم خانه مقدس) داشت و سپس به خانه در ساووی بازگشت. مجلس سنا از شامبری او را به عنوان یک وکیل انتخاب کرد. ضمناً پدرش مناصب مختلفی برای فرانسیس، از جمله انتصاب به عنوان سناتور یافت. پدر همچنین یک زن ثروتمند و نجیب‌زاده را به عنوان عروس خود انتخاب کرد. اما فرانسیس حاضر به ازدواج نشد، او ترجیح می‌داد که در راهی که انتخاب کرده متمرکز شود. پدر او در ابتدا روحانی شدن فرانسیس به جای رسیدن او به آرزوهای پدرش در مدارج سیاسی را رد کرد.
کلود دو گرنر، کسی که بعداً اسقف ژنو شد، در این امر مداخله کرد و برای رسیدن او به هدفش به او کمک کرد، سال بلافاصله وعده سرکشیش شدن یعنی عالی‌ترین درجه در امور اسقف‌ها در کلیسای ژنو را از طرف او دریافت کرد. در طول اصلاحات پروتستان‌ها، کالوینیست‌ها کنترل کلیسای ژنو را به دست گرفتند.

### کشیشی و سرکشیشی
فرانسیس دو سال، در مقام خود به عنوان سرکشیش، درگیر مقابله مشتاقانه با اونجلیست‌های پروتستان ساووی بود و در این راه بسیاری از آنان را به مذهب کاتولیک بازگرداند. او چند بار در این راه از ترور جان سالم به در برد. او به رم و پاریس جایی که او یک اتحاد با پاپ کلمنت هشتم و آنری چهارم پادشاه فرانسه را پایه نهاد سفر کرد. بعد از آن او به عنوان معاون اسقف ژنو منصوب شد.

### اسقف ژنو
در سال ۱۶۰۲، اسقف گرنر درگذشت و دو سال اسقف ژنو وقف شد، اما در انسی (در حال حاضر بخشی فرانسه) اقامت گزید زیرا ژنو تحت کنترل کالوینیست‌ها بود. اسقفی او در سراسر اروپا برای سازماندهی مؤثر او زبانزد شد.
او با کاپوچین‌ها (فرقه‌ای از مذهب کاتولیک) برای نشر مذهب کاتولیک در اسقف نشین خود رابطه تنگاتنگی داشت. آن‌ها آنقدر از خدمات او سپاس‌گزار بودند که در سال ۱۶۱۷ او را علی‌رغم این که از فرقه آن‌ها نبود به درجات بالایی منصوب کردند. گفته شده‌است که در اویان، در ساحل جنوبی دریاچه ژنو، به یکی از مقامات بلندپایه کلیسای سنت فرانسیس آسیسی گفت: شما میل به شهادت دارید، چیزی که من در حسرت آن هستم اما مثل من، شما نیز آن را به دست نخواهید آورد. شما باید وسیله‌ای برای شهادتان باشید.
در طول سال‌های اسقفی او، به عنوان یک واعظ سحرکننده یا یک زاه کسب شهرت کرد. او همان اندازه که به عنوان یک دوست فقرا معروف بود، در مهربانی و درک به عنوان یک انسان فراطبیعی شناخته شده بود.